# Vlašim
Vlašim (Tjekkisk udtale: [ˈvlaʃɪm]; tysk: Wlaschim) er en by i distriktet Benešov i den tjekkiske region Centralbøhmen i Tjekkiet. Den har omkring 11.000 indbyggere. Vlašim er kendt for sit slot og sin engelske park.
Landsbyerne Bolina, Domašín, Hrazená Lhota, Nesperská Lhota, Polánka og Znosim er administrative dele af Vlašim.

## Geografi
Vlašim ligger omkring 17 km sydøst for Benešov og 45 km sydøst for Prag. Den ligger i Vlašim-højlandet. Floden Blanice løber gennem byen. Det højeste punkt er 528 meter over havets overflade.

## Historie
Slottet i Vlašim blev sandsynligvis bygget i 1303 af Hynek af Vlašim. Den første skriftlige omtale af slottet og dermed af Vlašim er fra 1318.